# Николаев Посад
Николаев Посад — посёлок в Пермском крае России. Входит в Березниковский городской округ в рамках организации местного самоуправления и в Усольский район в рамках административно-территориального устройства края.

## География
Посёлок примыкает к юго-восточной окраине города Березники.
Климат
Климат умеренно-континентальный с суровой продолжительной зимой и тёплым коротким летом. Самый холодный месяц — январь со среднемесячной температурой (−15,7 °C), самый тёплый — июль со среднемесячной температурой (+17,4 °C). Продолжительность безморозного периода в среднем составляет 114 дней. Общее число дней с положительной температурой 190. Последний весенний заморозок в среднем наблюдается в конце мая, а первый осенний — в конце второй декады сентября. Среднегодовая температура воздуха по данным города Березники 0,9 °C.

## История
Посёлок появился благодаря продаже военного городка «Березники-56» гражданину Щёткину С. Н., директору одной из девелоперских фирм, начавшей после этого процедуру проектирования нового посёлка. 1 июня 2006 г. посёлок получил своё официальное наименование согласно соответствующему постановлению правительства РФ. 
С 2004 до 2018 года посёлок входил в Троицкое сельское поселение Усольского муниципального района, с 2018 года включён в Троицкий территориальный отдел Березниковского городского округа.

## Население
| 2010 |
| ---- |
| 32   |

Постоянное население населённого пункта 32 человека в 2010 году.